# Supercopa da Espanha de 2021–22
A Supercopa da Espanha de 2021–22 foi a 38ª edição da Supercopa da Espanha, um torneio anual de futebol organizado pela Real Federação Espanhola de Futebol (em espanhol: Real Federación Española de Fútbol, RFEF) entre clubes profissionais do futebol espanhol disputada desde 1982. O Athletic Bilbao entrou como atual campeão.
O Real Madrid foi o campeão, derrotando o Athletic Bilbao por 2–0 na final, conquistando seu décimo segundo título do torneio.
Em 2019, a RFEF fez um acordo com mandatários da Arábia Saudita para que a Supercopa fosse disputada no país asiático, mas, devido às circunstâncias provocadas pelo COVID-19, essa alteração acabou por se realizar apenas em 2022, com as 3 partidas realizadas no Estádio Internacional Rei Fahd. 

## Qualificação
O torneio conta com os finalistas da Copa del Rey de 2020-21 e as duas equipas com melhor classificação da La Liga de 2020-21 que não obtiveram classificação através da final da Copa del Rey.

### Equipas classificadas
As equipas participantes no torneio foram as seguintes:
| Equipe             | Método de classificação                 | Títulos |
| ------------------ | --------------------------------------- | ------- |
| Atlético de Madrid | Campeão da La Liga de 2020-21           | 2       |
| Real Madrid        | Vice-campeão da La Liga de 2020-21      | 12      |
| Barcelona          | Campeão da Copa del Rey de 2020-21      | 13      |
| Athletic Bilbao    | Vice-campeão da Copa del Rey de 2020-21 | 3       |

## Partidas

### Esquema
|  | Semifinais | Semifinais         | Semifinais      |   |  | Final       | Final | Final |
|  |            |                    |                 |   |  |             |       |       |
|  |            | Barcelona          | 2               |   |  |             |       |       |
|  |            | Real Madrid        | 3               |   |  |             |       |       |
|  |            |                    |                 |   |  | Real Madrid | 2     |       |
|  |            |                    | Athletic Bilbao | 0 |  |             |       |       |
|  |            | Atlético de Madrid | 1               |   |  |             |       |       |
|  |            | Athletic Bilbao    | 2               |   |  |             |       |       |

## Premiação
| Supercopa da Espanha de 2021-22  |
| -------------------------------- |
| Real Madrid Campeão (12º título) |